# The Swindler (film 1919)
The Swindler è un film del 1919, diretto da Maurice Elvey, basato su un racconto di Ethel M. Dell. Il film è uscito sugli schermi cinematografici britannici nel dicembre del 1919.

## Trama
Archie Mortimer, un giovane americano in trasferta a Londra con la sorella Cynthia, ha la passione per il gioco. Il problema è che vince sempre, così è tenuto d'occhio dall'investigatore Nat Verney. Cynthia è preoccupata per la ludopatia del fratello e lo convince a cambiare aria e a ritornare negli Stati Uniti. Sul transatlantico è presente, con due colleghi, anche Nat. Fra lui e Cynthia si sviluppa simpatia, e forse qualcosa di più, e Nat le confessa di essere lì per sorvegliare il fratello. Cynthia afferma di essere contenta se scoprisse che suo fratello non è un baro.
A bordo i tre investigatori, nel tentativo di "incastrare" Archie, lo invitano ad unirsi a loro per una partita a carte. Archie nasconde nella mano uno specchietto con il quale spia le carte degli avversari. Cynthia si avvicina al tavolo da gioco, e Archie, cercando invano di nasconderle lo specchietto, lo fa inavvertitamente cadere. È l'occasione buona per arrestarlo. Ma improvvisamente Nat si china, raccoglie lo specchietto ed afferma: "E' mio!". Giunti a New York Nat, prima di venire arrestato, consegna a Cynthia una lettera nella quale afferma che Archie è perfettamente onesto, mentre accusa se stesso di essere un baro e un truffatore.
Il ricco industriale americano Jacques Babbacombe è un amico dei Mortimer e un pretendente di Cynthia. Quando le chiede se desidera sposarlo, la donna esita, poi gli confessa tutti i trascorsi con Nat, dicendo di sentirsi in debito verso di lui. Un anno dopo, quando Nat esce di prigione, Jacques, per sollevare Cynthia dal debito - almeno quel tanto che basta a tenerlo lontano dall'amore per la donna - gli offre il posto di direttore della sua fabbrica.
È solo allora che Cynthia e Nat si reincontrano. Durante una visita alla fabbrica Cynthia, per attirare le attenzioni di Nat, che sente essere un po' freddo nei suoi confronti, mette a bella posta la mano in un pericoloso macchinario, e si ferisce. Nat le presta i primi soccorsi, e i due si confessano il reciproco amore. La ferita peggiora, e Cynthia afferma di volersi sottoporre alla difficile operazione che il chirurgo le ha prospettato solo se Nat, prima, la sposerà. Poche ore dopo i due sono marito e moglie.
Dopo che Cynthia si è risvegliata dall'anestesia, e giace convalescente a casa, Nat – che da quando è uscito dal carcere è ossessionato per la perdita dell'onore che tale esperienza comporterebbe – le fa recapitare una lettera, con la quale, per quanto a malincuore, le dice di considerarsi libera dalla sconveniente unione con un truffatore. Cynthia si reca nell'abitazione di lui, e quando Nat rincasa dopo il lavoro, la coppia si riunisce felicemente.
Nulla viene detto delle sorti di Archie come dipendente dal gioco, o come baro.